# Cyllometra manca
Cyllometra manca is een haarster uit de familie Colobometridae.
De wetenschappelijke naam van de soort werd in 1888 gepubliceerd door Philip Herbert Carpenter.